# Mycoplasma dispar
Mycoplasma dispar è una specie di batterio appartenente alla famiglia delle Mycoplasmataceae.